# Gaius Charles
Gaius Charles (New York, 2 maggio 1983) è un attore statunitense.

## Biografia
Nato a New York, prende parte a numerose serie televisive di successo come Friday Night Lights nel 2008 e nel 2012 NCIS - Unità anticrimine.
Nel 2012 entra nel cast della nona stagione fra i protagonisti di Grey's Anatomy con il ruolo del dottor Shane Ross.

## Filmografia

### Cinema
- Oltre le regole - The Messenger (The Messenger), regia di Oren Moverman (2009)
- Toe to Toe, regia di Emily Abt (2009)
- Salt, regia di Phillip Noyce (2010)
- Takers, regia di John Luessenhop (2010)
- Effetto Lucifero (The Stanford Prison Experiment), regia di Kyle Patrick Alvarez (2015)
- Land of Dreams, regia di Shoja Azari e Shirin Neshat (2021)
- Alice, regia di Krystin Ver Linden (2022)

### Televisione
- The Book of Daniel – serie TV, episodio 1x08 (2006)
- Law & Order - Unità vittime speciali (Law & Order: Special Victims Unit) – serie TV, episodio 9x08 (2007)
- Friday Night Lights – serie TV, 41 episodi (2006-2008)
- Pan Am – serie TV, episodio 1x07 (2011)
- NCIS - Unità anticrimine (NCIS) - serie TV, episodio 9x21 (2012)
- Terapia d'urto (Necessary Roughness) – serie TV, 4 episodi (2012)
- Grey's Anatomy – serie TV, 46 episodi (2012-2014)
- Drunk History – serie TV, episodio 3x05-6x03 (2015-2019)
- Agents of S.H.I.E.L.D. – serie TV, episodio 3x14 (2016)
- Blindspot – serie TV, episodio 1x12 (2016)
- Aquarius – serie TV, 7 episodi (2015-2016)
- Taken – serie TV, 10 episodi (2017)
- God Friended Me – serie TV, 4 episodi (2019-2020)
- Roswell, New Mexico – serie TV, 5 episodi (2020-2022)
- The Walking Dead: Dead City – serie TV, 13 episodi (2023-2025)

## Doppiatori italiani
Nelle versioni in italiano delle opere in cui ha recitato, Gaius Charles è stato doppiato da:
- Andrea Mete in NCIS - Unità anticrimine, Agents of S.H.I.E.L.D.
- Fabrizio Vidale in Aquarius, Roswell, New Mexico
- Nanni Baldini in Friday Night Lights
- Francesco Venditti in Grey's Anatomy
- Simone Crisari in Blindspot
- Andrea Moretti in God Friended Me
- Daniele Raffaeli in Taken
- Guido Di Naccio in The Walking Dead: Dead City